# Figowe Skały

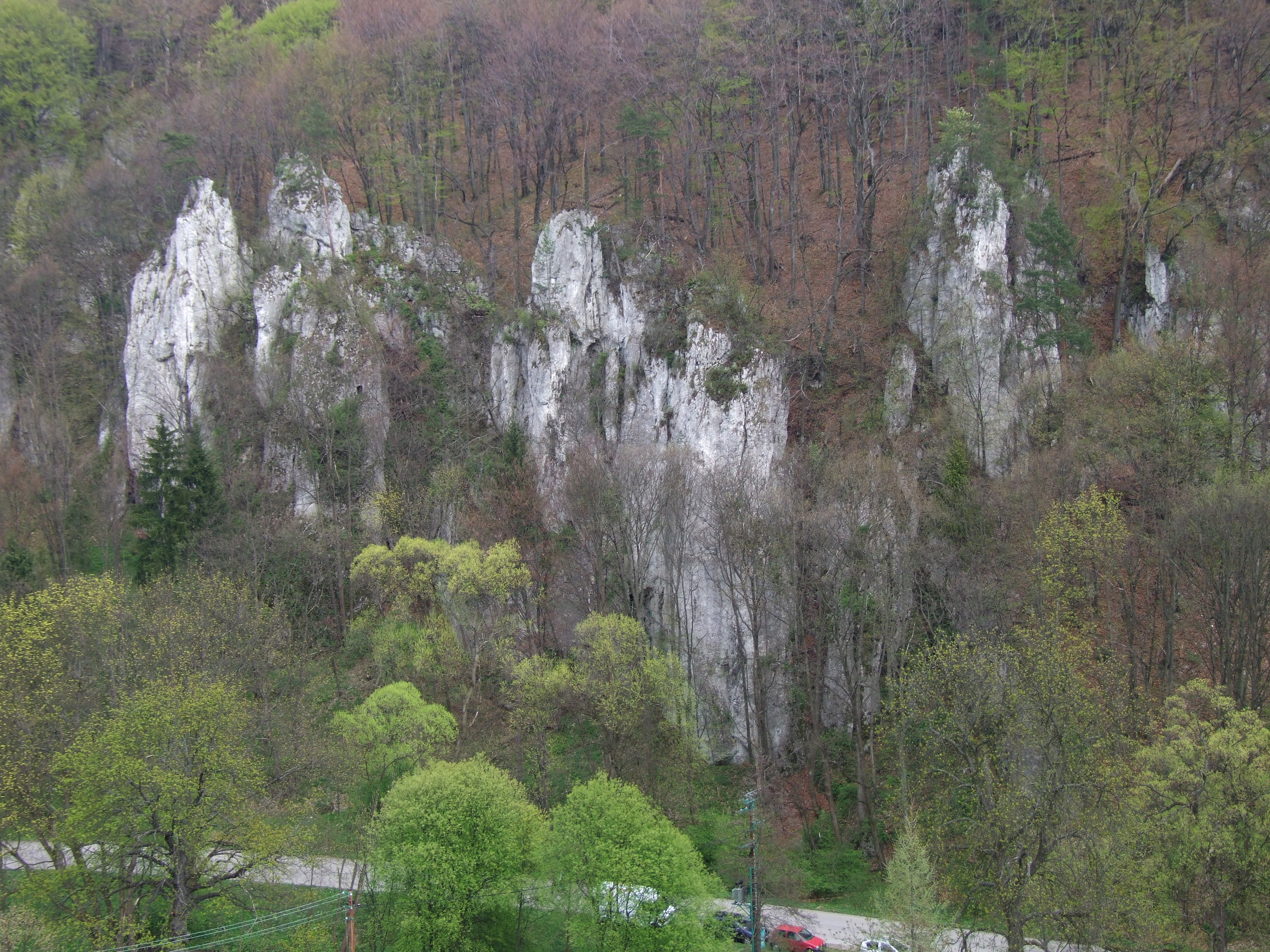
Skały Figowe. Widok z Jonaszówki

Figowe Skały lub Figówki – skały w Ojcowskim Parku Narodowym. Znajdują się na orograficznie lewym, porośniętym lasem zboczu Doliny Prądnika, naprzeciwko wylotu Doliny Sąspowskiej. Ze skały Jonaszówka w zboczu tym widoczne są 4 grupy skał; kolejno od lewej są to: Czyżówki, Figowe Skały, Ostrogi i Skała Bystra.
Figowe Skały to kompleks kilku ostańców skalnych w dolnej części zbocza Doliny Prądnika. Zbudowane są z pochodzących z jury skalistych wapieni. Pod koniec trzeciorzędu wody Prądnika w wierzchowinie wyżłobiły wciętą na głębokość około 100 m dolinę. Skały Figowe są jedną z licznych skał w jej zboczach. Znajdują się w obrębie Ojcowskiego Parku Narodowego.